# Шестая Сирийская война
Шестая Сирийская война — очередной и последний конфликт из серии войн между Египтом Птолемеев и государством Селевкидов. Он длился с 169 года до н. э. по 168 год до н. э. Результатом войны стало окончательное установление Рима в качестве доминирующей силы в восточной части Средиземного моря.

## Предыстория
После смерти в 180 году до н. э. Птолемея V к власти в Египте в возрасте шести лет пришёл его сын Птолемей VI Филометор. Регентом при нём стала его мать Клеопатра I, сестра сирийского царя Антиоха IV. На внешнеполитической арене основным фактором был давний конфликт между Птолемеями и Селевкидами за право владения землями Келесирии и Палестины, что в течение предыдущих 150 лет являлось причиной уже пяти войн между ними. В 176 году до н. э. Клеопатра I умерла, а малолетний Птолемей VI попал под влияние дворцового евнуха Эвлея и министра Ленея, не скрывавших намерений вернуть территории Келесирии, Финикии и Палестины в полное владение Египта. В 170 году до н. э. в выступлении перед народным собранием в Александрии опекуны обещали быстрое и победоносное завершение грядущей войны, в ходе которой они обещали покорить всё Селевкидское царство. После этого египетское войско было направлено в Келесирию, в его составе шёл особый обоз с драгоценностями, золотом и серебром, с помощью которых регенты юного царя планировали подкупать гарнизоны вражеских городов.
Благодаря публичным хвастливым заявлениям египетских министров эти планы очень скоро стали известны Селевкидам, которые также начали энергичную подготовку к войне. Обе державы отправили посольства в Рим, оправдывая свои действия агрессией другой стороны и добиваясь расположения или по крайней мере невмешательства римлян. Однако римляне в это время были заняты войной с Персеем Македонским, и державы Востока оказались предоставлены самим себе

## Ход войны
В 170 году до н. э. Антиох IV начал шестую войну. Формальным поводом к ней стала защита интересов Птолемея VI перед угрозой ему со стороны младшего брата Птолемея VIII и их сестры Клеопатры II [Liv. XLIV.6-14]. Египетское войско не смогло оказать организованного сопротивления хорошо подготовленной селевкидской армии и вскоре было разбито. Антиох быстро занял подвластную египтянам Иудею и разграбил Иерусалим.
В начале 169 года до н.э. сирийская армия встретила противника около египетского города Пелусия, где полностью его разбила. Царь Антиох IV проявил гуманизм, а может быть, дальновидность и расчетливость, приказав своим солдатам не убивать египетских воинов, а брать их живыми в плен. Этот умный шаг ускорил сдачу птолемеевских солдат и способствовал быстрому захвату Селевкидами ключевого города и крепости, контролировавшей одноименное устье Нила и издавна являвшейся ключом к Дельте. Этот успех стал решающим в войне, и дальнейшее продвижение сирийской армии по стране было почти беспрепятственным, так как египетского войска более не существовало.
В 169 году до н. э. Антиох вторгся в сам Египет и захватил Мемфис. Молодой царь Птолемей по совету Эвлея попытался сбежать по морю на священный остров Самофракия, оставив жену-сестру Клеопатру и младшего брата в Александрии. Но он был захвачен в плен войсками Селевкидов и привезен пленником в лагерь дяди. Антиох отнёсся к юноше с характерным для него притворным добродушием.
Известие о плене молодого царя вызвало в Александрии переворот: народ и войска свергли Эвлея и Ленея и призвали на трон брата Птолемея VI Филометора, которому тогда было пятнадцать лет. Он, провозглашённый новым египетским царём, стал известен под именем Птолемея VIII. По собственной инициативе юного царя или в ответ на народный призыв Александрия перешла в оборону под руководством Комана и Кинея, назначенных юношей двух новых министров, тогда как остальной Египет находился в руках Селевкида. Эти события могли осложнить покорение города для Антиоха, хотя он и удерживал Мемфис и открытое пространство Дельты. Послы из Греции, находившиеся тогда в Александрии, отправились в лагерь Антиоха, чтобы попытаться выступить посредниками. Антиох заявил в ответ, что он поддерживает отношения с законным царём Египта Птолемеем Филометором и давно ведёт переговоры о мире, и если бы теперь александрийцы захотели призвать Птолемея обратно, он не стал бы мешать этому. Не сумев с ходу взять Александрию, он отвел основную часть своей армии на зимние квартиры в захваченный Пелусий.
Крупные военные успехи Антиоха побудили македонского царя Персея, начавшего войну с Римом и его греческими союзниками, отправить посольство во главе с Телемнастом с целью убедить Антиоха совместно выступить против римлян [Liv. XXIX.4]. Эта попытка Персея заключить антиримский союз оказалась безуспешной, так как Антиох практически достиг своей цели — Келесирия и Палестина вновь стали безраздельным владением Селевкидов, а ослабленный военным поражением и внутренним конфликтом Египет уже не мог проводить активную политику в регионе. Для Антиоха ещё одна важная причина отказа Персею в союзе: как показали дальнейшие события, он вообще не желал вступать в конфликт с Римом, весьма опасаясь римской военной мощи.
Когда в конце 169 году до н. э. Антиох со своей армией ушел из Египта (вероятно, не без дипломатического давления со стороны римлян), он оставил страну разделённой: Птолемей Филометор царил в Мемфисе, а его брат Птолемей Эвергет — в Александрии. Антиох, вероятно, не собирался господствовать над всем Египтом, ему было достаточно лишь ввергнуть страну в беспомощное состояние. Но он оставил гарнизон в Пелусии, чтобы иметь возможность всегда вернуться в Египет. Зимой 169/168 года до н. э. политика Антиоха, направленная на поддержание раздоров в династии Птолемеев, потерпела крах. Между Александрией и Мемфисом состоялись переговоры, в ходе которых, возможно, царица Клеопатра взяла в свои умелые руки задачу по примирению двух своих братьев. Те заключили соглашение о том, что будут совместно править в Александрии, а Клеопатра, как и раньше, останется женой Филометора. Одновременно Птолемеи предприняли попытку завербовать наемников в греческих городах, чтобы восстановить свои вооруженные силы, а также обратились к Ахейскому союзу с просьбой послать военную помощь.
Весной 168 года до н. э. Антиох IV совершил второй поход в Египет, подчинив почти всю территорию страны, флот Селевкидов также захватил и разграбил принадлежавший Птолемеям Кипр. Антиох IV осадил Александрию, которая должна была скоро пасть. Филометор напрасно отправлял посольство к Антиоху, чтобы с благодарностью сообщить ему, что племяннику уже больше не требуется присутствие сирийской армии в Египте. Антиох на это ответил, что и флот и войско отведёт лишь в обмен на весь Кипр, Пелусий и земли вокруг Пелусийского устья Нила.

## Вмешательство Рима
Пока римляне вели войну с Македонией, они не отвечали на многочисленные просьбы о помощи, с которыми к ним тщетно взывали Птолемеи из Александрии. Но после окончательного разгрома Персея в битве при Пидне (22 июня 168 года до н. э.), наконец, у римлян освободились руки. Тогда Рим, не желавший чрезмерного усиления ни одного из эллинистических царей, а также заинтересованный в регулярных поставках зерна из Египта, вмешался в конфликт и вырвал у Антиоха из рук уже одержанную победу: римский сенат потребовал от него покинуть завоеванную страну, угрожая в случае отказа войной. По сообщению Полибия, римский посол Гай Попиллий Ленат при встрече предъявил сирийскому царю сенатский ультиматум в самой наглой и унизительной форме:

Когда Антиох пришёл к Птолемею ради захвата Пелусия и уже издали приветствовал римского военачальника и протягивал ему правую руку, Попиллий подал ему табличку с начертанным на неё определением сената, которую держал в руках, и предложил Антиоху ответить тотчас… Когда царь по прочтении таблички сказал, что желает обсудить с друзьями полученное требование сената, Попиллий совершил деяние… оскорбительное и до крайности высокомерное, именно: палкой из виноградной лозы, которую держал в руках, он провёл черту кругом Антиоха и велел царю, не выходя из этого круга, дать ответ на письмо.
— Полибий. Всеобщая история ХХІХ, 27..
Эта сцена ярко иллюстрирует методы, а также мощь и влияние римской дипломатии в этот период: хотя Попиллий прибыл лишь в сопровождении нескольких безоружных ликторов, ему удалось заставить сирийского царя подчиниться требованию сената. Антиох IV после недолгого размышления принял ультиматум и покинул Египет, отказавшись от всех завоёванных территорий, включая Кипр. Римские уполномоченные проследили за точным соблюдением сирийскими войсками условий сенатского ультиматума, включая эвакуацию селевкидского гарнизона с Кипра.

## Последствия
Несмотря на отступление из Египта, Антиох добился основной цели войны — прочного присоединения к своей державе Келесирии и Иудеи, являвшихся давним объектом претензий Птолемеев. За время двух походов весь Египет подвергся поборам и грабежам со стороны сирийских захватчиков, тем самым пополнив казну Селевкидов. Но в целом война с Египтом для Антиоха IV стала неудачной попыткой вернуть былое величие для своего царства и унизительный инцидент с римским послом продемонстрировал явную неспособность Селевкидской державы сохранить независимое положение.
Что же касается Египта, то он, почти уничтоженный как государство, смог благодаря вмешательству римлян восстановить свою государственность и сохранить формальную независимость де-юре, но отныне целиком и полностью вошёл в зависимость от Рима, де-факто став его протекторатом.
Рим же, даже не участвуя в войне, а лишь используя дипломатию, основанную на угрозе применения военной силы, стал господствующей державой на Ближнем Востоке. После этой показательной «дипломатической порки» Римом крупного эллинистического государства во всём Восточном Средиземноморье не осталось ни одного полиса или государства, не прислушивавшегося к воле Вечного города.